# Die Damen aus Boston
Die Damen aus Boston ist ein US-amerikanisches Historien-Drama aus dem Jahr 1984. Es ist eine Literaturverfilmung des 1881 erschienenen gleichnamigen Romans Die Damen aus Boston von Henry James.

## Handlung
Olive Chancellor lebt 1875 in Boston und ist eine glühende Verfechterin der Frauenbewegung. Sie lehnt alles Männliche ab, verweigert sich der Ehe und wünscht sich nichts sehnlicher als ein Matriarchat. Nur kann sie leider nicht selbst für ihre Rechte einstehen. Sie ist eine zurückgezogene Frau, die schlecht vor großen Menschenmengen sprechen kann. Eines Tages lernt sie allerdings die junge schöne Verena Tarrant kennen, die mit ihrem Vater Dr. Tarrant Séancen veranstaltet und über ein großes rhetorisches Talent verfügt. Olive nähert sich Verena, bittet um ihre Freundschaft und setzt ihr eigenes Vermögen ein, um Verena für die Frauenbewegung zu gewinnen. Sie bezahlt ihrem Vater ein kleines Vermögen, damit er für ein Jahr von der Bildfläche verschwindet, damit sie selbst Verena zur Frontfrau aufbauen kann. Sie schätzt es einfach nicht, von Männern umgeben zu sein. Schließlich wollen sie angeblich alle nur sabotieren und in die Ehe zwingen.
Einer solcher Männer ist der aus Mississippi stammende und nun in New York City praktizierende Anwalt Basil Ransome. Der entfernte Cousin hält nicht viel von der Überlegenheit der Frau. Er schätzt die Gleichheit und Freiheit eines jeden Menschen, aber auch die Bedürfnisse von Männern und Frauen, einander zu binden. Da er sich selbst in die wunderschöne Verena verliebt hat, versucht er sich ihr anzunähern. Doch die Konkurrenz ist groß. Mächtige Familien wollen ihre unverheirateten Söhne mit der schönen, gebildeten und aufgeweckten Verena vermählen. Olive muss sich all jener Avancen erwehren und fürchtet gar, ihre Verena zu verlieren. Ihr Neid und Eifersucht bestimmt regelrecht ihr Handeln. Da kommt der lästige Cousin wirklich ungelegen.
Basil sucht das Anwesen von Mrs. Birdseye auf, auf dem sich die Frauenbewegung zurückzog, um sich für die anstehende Vortragsreise vorzubereiten. Basil darf drei bis vier Wochen wohnen bleiben. Dabei kommen sich Verena und er sehr nahe. Plötzlich scheint sie zwischen der Frauenbewegung und ihrer Leidenschaft für Basil hin- und hergerissen zu sein. Das spürt Olive, die das sichtlich mitnimmt. Um sie nicht noch tiefer ins Unglück stürzen zu lassen, bittet Verena Basil, sie gehen zu lassen. Sie habe sich für eine Karriere als Feministin entschieden. Olive gibt dies Basil mit Genugtuung zu verstehen, dass er sie nie wieder sehen werde. Basil reist wütend ab und besorgt sich für den ersten Vortrag ein Ticket, um mit Verena persönlich sprechen zu können. Aber Verena ist von solchem Lampenfieber gepackt, dass sie es nicht wagt, auf die Bühne zu gehen. Sie will nicht. Erst als sie Basil sieht, gibt sie ihm zu verstehen, dass sie sich bei ihm geborgen und sicher fühlt. Sie liebt ihn. Die Vortragsreise sei nichts für sie. Vielmehr geht nun Olive auf die Bühne, um für die Rechte der Frauen einzutreten, und entdeckt dabei, dass sie es doch kann.

## Kritik
Der renommierte Filmkritiker Roger Ebert meinte, dass es sich hierbei „um einen viel besseren, intelligenteren und subtileren“ Film handle, der die „Tragödie einer Frau, die nicht weiß, was sie will“ beschreibt, als es noch bei James Ivorys Film Die Europäer der Fall war.
Janet Maslin von der New York Times meinte, dass Redgrave „dazu geboren sei, Olive Chancellor zu spielen“. Es sei regelrecht „unheimlich, wie sehr sie der Romanfigur ähnelt“. Außerdem sei es „eine freudige Überraschung, wie überzeugend Christopher Reeve Basil darstellt“. Neben dem „sonnigen schwärmerischen Blick“ des Films lobte Maslin auch, dass die „moralische Zweideutigkeit des Romans“ im Film erhalten bliebe, und die restliche Besetzung.
Das Lexikon des internationalen Films meinte: „Erlesene Bilder schildern die komplizierten menschlichen Verstrickungen in einem Geflecht aus puritanischem Denken, der Begeisterung für Lebenskünste" und modischen Zeitströmungen. Da er die gepflegte Oberfläche jedoch nur halbherzig aufbricht, bleibt man trotz subtiler Inszenierungskunst weitgehend unbeteiligt.“

## Hintergrund
Der Film startete am 20. Juli 1984 in den US-amerikanischen Kinos und konnte etwas mehr als 1 Mio. US-Dollar einspielen. In Deutschland startete er am 12. Juli 1985 in den Kinos und wurde am 3. Oktober 1988 zum ersten Mal in der ARD ausgestrahlt. Seit dem 20. September 2005 ist er als deutschsprachige DVD erhältlich.
Christoper Reeve verdiente Mitte der 1980er Jahre pro Film etwa 1 Mio. US-Dollar. Dennoch sagte er zu einem Gehalt von 100.000 US-Dollar zu.
Die Rolle der Olive Chancellor wurde Redgrave bereits im Frühling 1981 angeboten. Sie lehnte ab, da ihr sowohl die Geschichte als auch die Figur nicht gefiel. Als Zweitbesetzung kam anschließend Glenn Close in Frage. Sie forderte mehrere Änderungen im Drehbuch und wollte parallel dazu den Film Der Unbeugsame drehen. Da Closes weitere Forderungen und Ansprüche den Produzenten zu viel wurden und Redgrave ihre Meinung zum endgültigen Drehbuch änderte, entschied man sich schließlich gegen Close und für Redgrave.

## Auszeichnungen (Auswahl)
Oscarverleihung 1985
- Beste Hauptdarstellerin: Nominierung für Vanessa Redgrave
- Bestes Kostümdesign: Nominierung für Jenny Beavan und John Bright

Golden Globe Awards 1985
- Beste Hauptdarstellerin – Drama: Nominierung für Vanessa Redgrave

British Academy Film Award 1985
- Beste Kostüme: Nominierung für Jenny Beavan und John Bright

National Society of Film Critics Award
- Beste Hauptdarstellerin: Vanessa Redgrave

Los Angeles Film Critics Association Award 1985
- Beste Hauptdarstellerin: Nominierung für Vanessa Redgrave

New York Film Critics Circle Award 1985
- Beste Hauptdarstellerin: Nominierung für Vanessa Redgrave

Die Deutsche Film- und Medienbewertung FBW in Wiesbaden verlieh dem Film das Prädikat besonders wertvoll.